# 维尔维尔
维尔维尔（法語：Virville，法語發音：[viʁvil]）是法国滨海塞纳省的一个市镇，属于勒阿弗尔区。

## 地理
维尔维尔（49°35'30"N, 0°21'17"E）面积2.46 平方千米，位于法国诺曼底大区滨海塞纳省，该省份为法国北部沿海省份，其西部及北部濒大西洋英吉利海峡，东起顺时针与索姆省、瓦兹省、厄尔省和卡爾瓦多斯省接壤。
与维尔维尔接壤的市镇（或旧市镇、城区）包括：格兰布维尔、乌克托、圣吉勒德拉讷维尔。

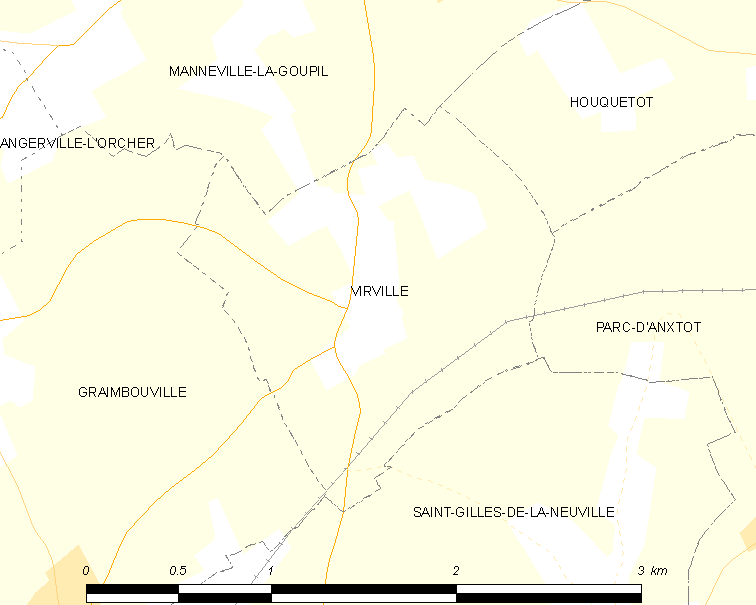
维尔维尔的OSM定位图

维尔维尔的时区为UTC+01:00、UTC+02:00（夏令时）。

## 行政
维尔维尔的邮政编码为76110，INSEE市镇编码为76747。

## 政治
维尔维尔所属的省级选区为圣罗曼-德科尔博斯克县。

## 人口

1962-2008年间维尔维尔人口变化图示

维尔维尔于2022年1月1日时的人口数量为343人。